# Джамалов, Гасан Саадуевич
Гасан Саадуевич Джамалов (Кизилюрт, Дагестанская АССР, РСФСР, СССР) — российский борец вольного стиля 1970 года рождения, бронзовый призёр чемпионата России.

## Биография
Родом из села Акнада Цумадинского района. Является первым кизилюртовцем, ставшим мастером спорта России международного класса по вольной борьбе. В 1997 году стал бронзовый призером чемпионата России, в том же году стал победителем Международного турнира памяти Али Алиева, серебряный призёр международного турнира памяти Шамиля Умаханова 2000 года, а также участник Игр доброй воли 1998 года, где занял 4 место. В январе 2014 года посетил почетным гостем в поселке Бавтугай города Кизилюрта открытый городской турнир среди молодёжи и юношей, посвященный 90-летию общества «Динамо» и памяти пятикратного чемпиона ЦС «Динамо», мастера спорта СССР Махмуда Дациева.